# Lyophyllum loricatum
Lyophyllum loricatum (Fr.) Kühner ex Kalamees, Z. Mykol. 60(1): 14 (1994)

## Descrizione della specie

### Cappello
Convesso, poi espanso depresso o umbonato; colore castagno chiaro, con cuticola cartilaginea.

### Lamelle
Bianche, poi gialline, più o meno fitte, poco decorrenti sul gambo.

### Gambo
Cilindrico, spesso radicante alla base; depresso in basso e formante cespo con altri gambi; color biancastro o grigio-marrone in basso, bianco e farinoso in alto.

### Carne
Consistente, tenace, bianca.
- Odore: gradevole di nocciole.
- Sapore: dolce e poi amarognolo. Diventa amaro se gela.

### Spore
Globose, bianche in massa.

## Habitat
Cresce in estate-autunno, tra l'erba, a grandi cespi, nei boschi misti.

## Commestibilità
Ottimo.

## Sinonimi e binomi obsoleti
- Agaricus loricatus Fr., Epicrisis systematis mycologici (Uppsala): 37 (1838)
- Clitocybe cartilaginea sensu auct. mult.; fide Checklist of Basidiomycota of Great Britain and Ireland (2005)
- Lyophyllum loricatum (Fr.) Kühner, Bulletin Mensuel de la Société Linnéenne de Lyon 7: 211 (1938)
- Tricholoma cartilagineum sensu auct. mult.; fide Checklist of Basidiomycota of Great Britain and Ireland (2005)
- Tricholoma loricatum (Fr.) Gillet, Hyménomycètes (Alençon): 108 (1874)

- Wikimedia Commons contiene immagini o altri file su Lyophyllum loricatum